# Frank Yallop
Frank Walter Yallop (Watford, Inglaterra, 4 de abril de 1964) es un exfutbolista y entrenador inglés nacionalizado canadiense. Jugó como defensor. Es el entrenador del Monterey Bay FC de la USL Championship desde 2021.

## Trayectoria

### Selección nacional
Ha sido internacional con la Selección de fútbol de Canadá entre los años 1990 hasta 1997, jugó 52 partidos internacionales.

## Clubes

### Como jugador
| Club             | País           | Año         |
| ---------------- | -------------- | ----------- |
| Ipswich Town     | Inglaterra     | 1983 - 1996 |
| Blackpool        | Inglaterra     | 1995        |
| Tampa Bay Mutiny | Estados Unidos | 1996 - 1998 |

### Como entrenador
| Club                 | País           | Año           |
| -------------------- | -------------- | ------------- |
| San Jose Earthquakes | Estados Unidos | 2001-2003     |
| Selección de Canadá  | Canadá         | 2004-2006     |
| Los Angeles Galaxy   | Estados Unidos | 2006-2007     |
| San Jose Earthquakes | Estados Unidos | 2008-2013     |
| Chicago Fire         | Estados Unidos | 2013-2015     |
| Phoenix Rising       | Estados Unidos | 2016-2017     |
| Fresno FC            | Estados Unidos | 2018-2019     |
| Las Vegas Lights     | Estados Unidos | 2020          |
| Monterey Bay FC      | Estados Unidos | 2021-presente |